# Gà ISA nâu

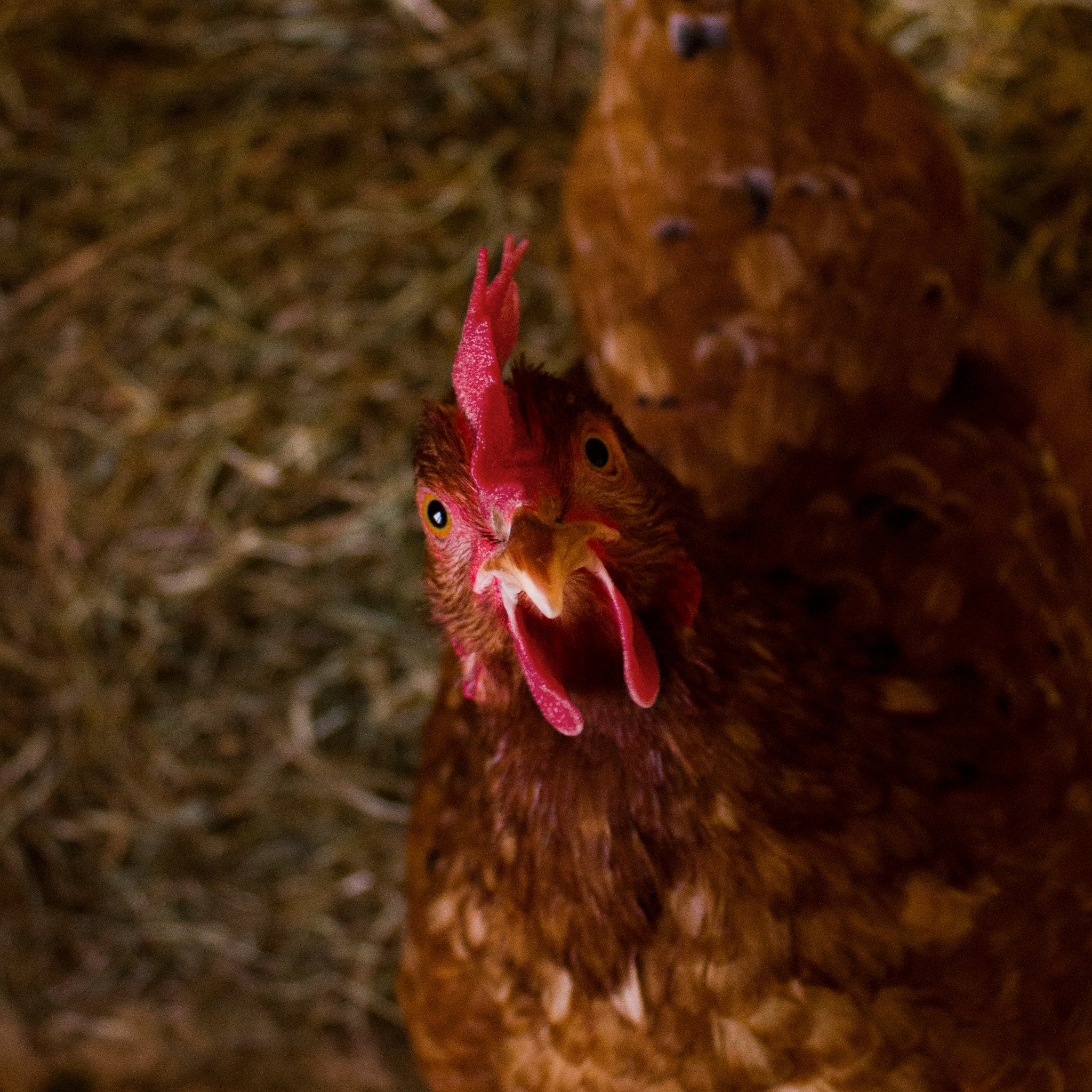
Gà ISA nâu

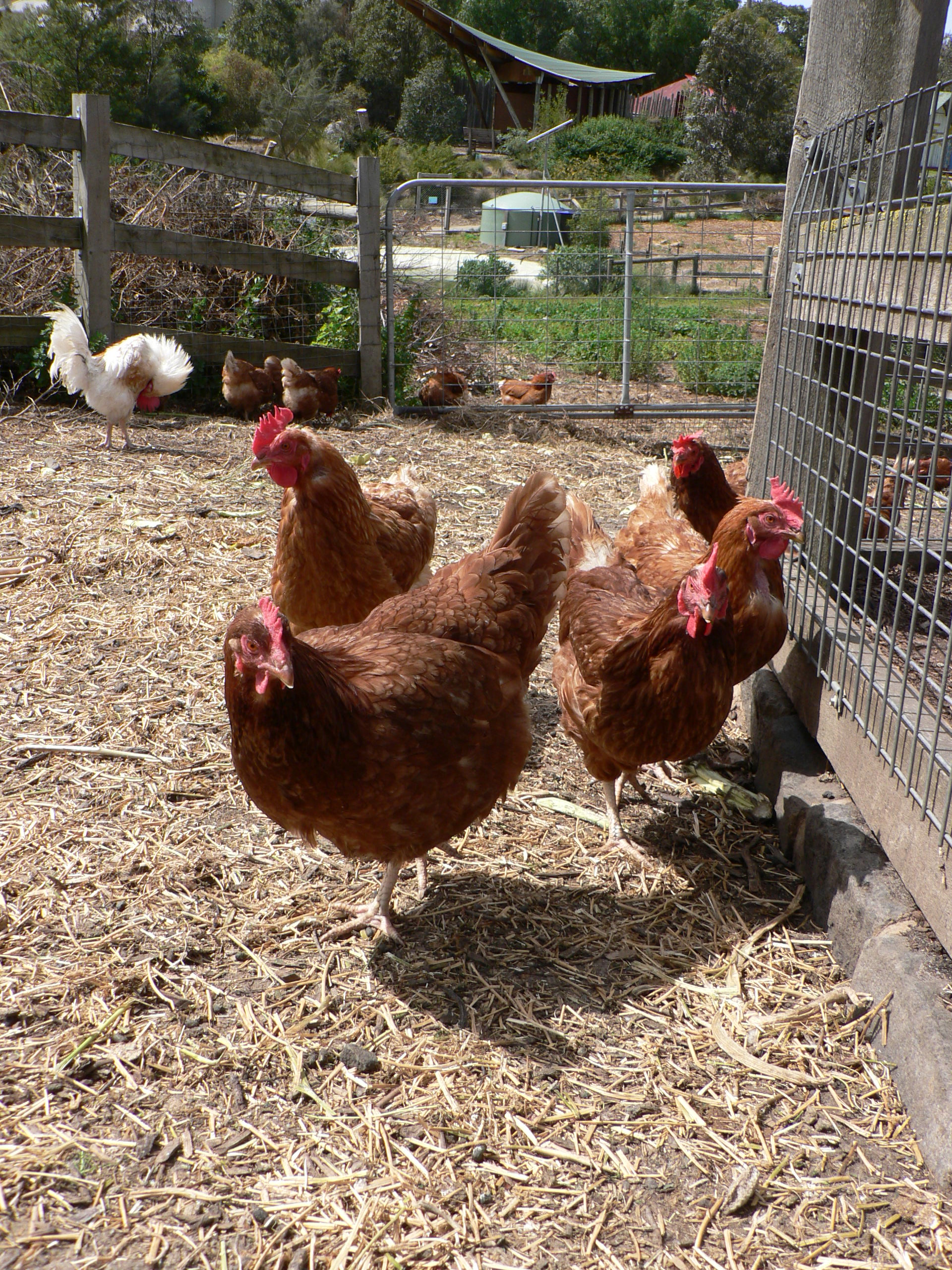
Free range Gà mái ISA nâu tại Công viên Môi trường Cộng đồng CERES. Con gà mái ở phía trước không có màu trắng ở cổ hoặc đuôi và có thể là một giống khác.

Gà ISA nâu (ISA Brown) là giống gà chuyên đẻ hay chuyên trứng có nguồn gốc tại Hà Lan. Giống gà này là giống lai, hình thành do việc lai tạo giữa giống Gà Rohde Đỏ với Gà Rohde Trắng do công ty Hubbard ISA do đó còn gọi là gà Hubbard. Gà này nằm trong dòng gà ISA của hãng Hubbard–ISA. Đây là giống gà hướng trứng được nuôi phổ biến trên thế giới, chúng là giống gà xuất khẩu của Hoa Kỳ. Ở Việt Nam chúng được xếp vào nhóm gà siêu trứng cho năng suất cao.

## Đặc điểm
Gà ISA nâu là những giống gà chuyên trứng tiên tiến trên thế giới cho năng suất 280–300 trứng/mái/năm. Đây là giống gà có đặc điểm ít bệnh, dễ nuôi, trứng dễ bán và năng suất trứng cao. Gà có sức đẻ trứng cao, thời gian đẻ trứng kéo dài, khối lượng trứng lớn, lên đến 58-60 gam, vỏ trứng màu nâu. Tiêu tốn thức ăn để sản xuất 10 quả trứng khoảng 1,5–1,6 kg thức ăn, trọng lượng trứng nặng bình quân 50–60g.
Gà mái thương phẩm có màu nâu, có thể phân biệt trống mái từ lúc 1 ngày tuổi, con trống lông màu trắng, mái màu nâu rất thận thiện trong quá trình chăn nuôi. Màu sắc lông đa dạng tùy theo từng dòng. Về chăm sóc, muốn gà đẻ đều, chất lượng trứng tốt thì thức ăn cho gà phải bảo đảm các thành phần chất dinh dưỡng như cám gạo, khoáng vi lượng, vitamin, cho uống đủ nước pha chất điện giải trong những ngày nắng nóng. 